# Stolz und Vorurteil

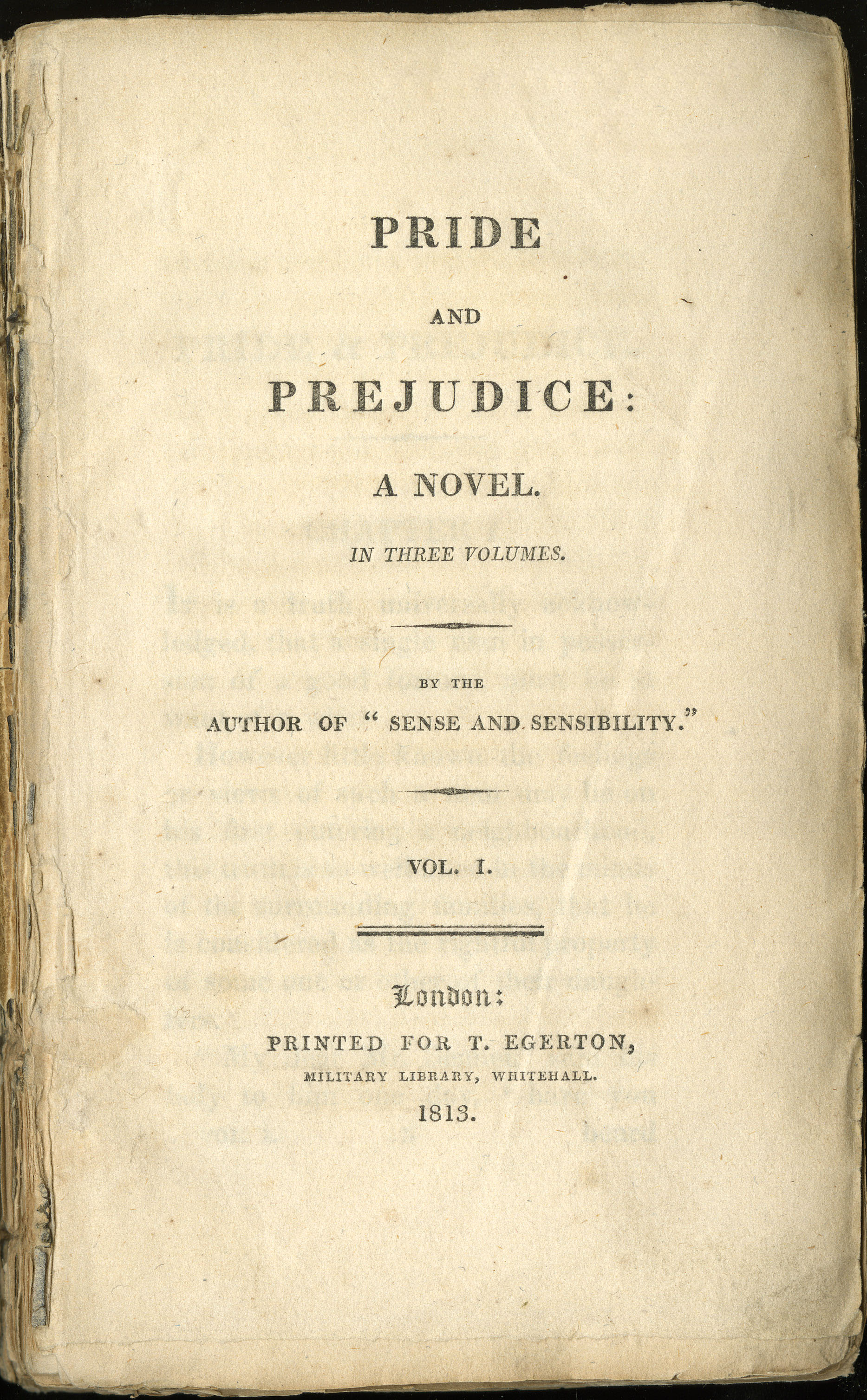
Erste Ausgabe von Stolz und Vorurteil aus dem Jahr 1813

Stolz und Vorurteil (Originaltitel 1813 Pride and Prejudice) ist der bekannteste Roman der britischen Schriftstellerin Jane Austen. Das Werk ist zugleich Liebesroman und auch eine zeitgenössische Studie der englischen Gesellschaft am Beginn des 19. Jahrhunderts.
Das Thema einer Liebesgeschichte mit glücklichem Ausgang, die Art seiner Bearbeitung und unsere heutigen Erwartungen an Literatur sichern diesem Jahrhundertwerk auch heute noch eine große Aufmerksamkeit: Stolz und Vorurteil landete 2003 in einer Umfrage der BBC auf dem zweiten Platz hinter dem Herrn der Ringe von J. R. R. Tolkien und 2015 auf Platz 11 von 228 Romanen der besten 100 Bücher englischer Sprache.
Infolge unzähliger Auflagen, einiger Verfilmungen und sogar der Umarbeitung in ein Broadway-Musical (1959) ist sein Inhalt einer der bekanntesten und beliebtesten der englischsprachigen Literatur – von dem Roman wurden weltweit bisher ca. 20 Millionen Exemplare verkauft.

## Übersicht
In diesem Entwicklungsroman begegnen sich die anfangs durch Stolz und Vorurteil geprägten Hauptfiguren Elizabeth Bennet und Fitzwilliam Darcy, die nach einigen Krisen ihre Einstellungen verändern und sich in neuer Bescheidenheit und Einsicht in ihre Fehler für eine gemeinsame Zukunft entscheiden.
Der Roman beschreibt etwas mehr als ein Jahr im Leben einer kleinen Zahl junger Leute auf dem Land in der Nähe Londons an der Wende vom 18. zum 19. Jahrhundert. Im innersten Kreis dieser wohlhabenden bis reichen und teilweise adligen Familien steht die Familie Bennet mit ihren fünf Töchtern im Alter zwischen fünfzehn und Anfang zwanzig. Hauptthema ist die schließlich erfolgreiche Verheiratung dreier dieser jungen Frauen, die bei der Wahl ihrer Ehepartner jede für sich eine individuelle Balance von Liebe, ökonomischer Sicherheit und Standeszugehörigkeit finden. Dieser Start in ein selbständiges Leben wird durch Missverständnisse und Intrigen, eben durch Stolz und Vorurteil, geprägt und verzögert.
Das Heiratsthema hat für die Familie Bennet auch deswegen eine große Bedeutung, weil ein Familiengut wie Longbourn, seiner Rechtsform nach ein Fideikommiss, damals nur als Ganzes und nur in der männlichen Linie vererbt werden durfte: Beim Tod des Familienvaters würden Mutter und Töchter den größten Teil seines Vermögens an einen selbst entfernten männlichen Verwandten verlieren. Diese Dramatik wird zusätzlich dadurch gesteigert, dass die Töchter des Bürgertums und der Gentry damals von aller ein eigenes Einkommen ermöglichenden Ausbildung ausgeschlossen waren. Im besten Fall erhielten sie eine „Unterweisung“ in Handarbeiten, Hausmusik und der Leitung eines Haushalts.

## Handlung

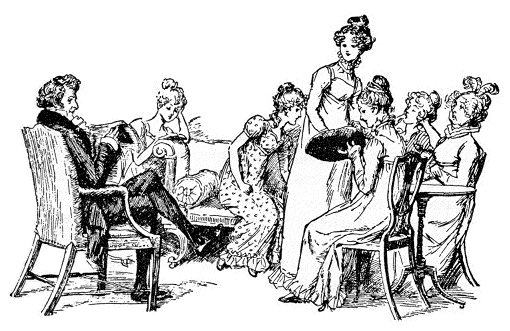
Familie Bennet, Illustration von Hugh Thomson (1894)

Als auf dem Nachbaranwesen der Bennets der junge, alleinstehende und vermögende Charles Bingley eingezogen ist, beginnt Mutter Bennet, sich Hoffnungen auf dessen Heirat mit einer ihrer Töchter zu machen. Mr. Bingley bringt einen Freund, den gutaussehenden, aristokratischen, sehr stolzen und noch reicheren Mr. Darcy mit auf sein Anwesen, den alle, vor allem aber Elizabeth, die mit 20 Jahren zweitälteste Tochter der Bennets, wegen seines Stolzes sehr bald unsympathisch finden. Als Elizabeth während eines Balls mit anhört, dass Mr. Darcy sie nicht schön genug findet, um sie zu einem Tanz aufzufordern, ist sie in ihrem Stolz verletzt und beginnt, ihn mit Schlagfertigkeit und Ironie an der Grenze des für eine junge Dame Erlaubten zu attackieren. Ihre ältere Schwester Jane hat mehr Glück: Sie und Mr. Bingley verlieben sich ineinander.

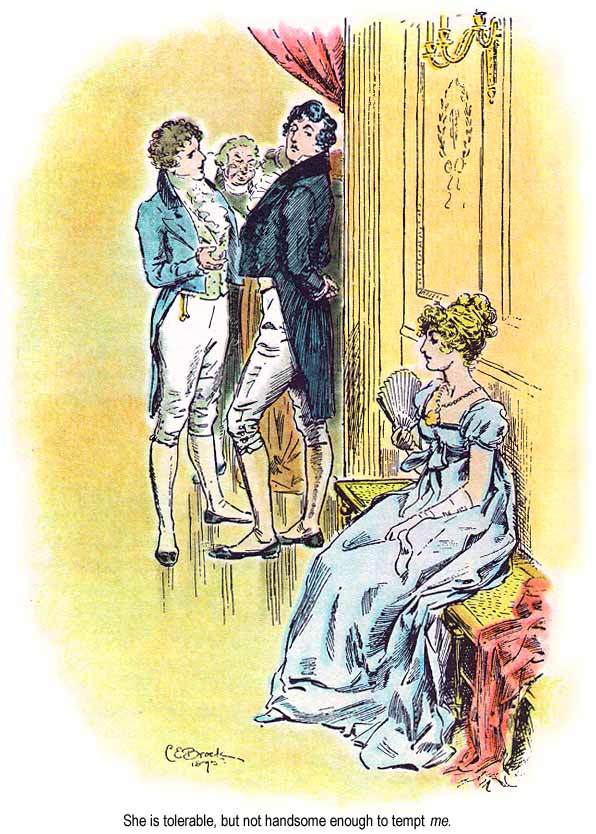
Darcy abfällig über Lizzy: „Für einen Tanz nicht schön genug!“ (C. E. Brock Pride and Prejudice, 1895)

Nachdem Elizabeth den Heiratsantrag von Mr. Collins, dem Cousin ihres Vaters, ausgeschlagen hat, wendet sich dessen Verehrung sehr zügig ihrer besten Freundin Charlotte zu, die seinen Antrag in realistischer Einschätzung ihrer sonstigen Verhältnisse annimmt: Charlotte blickt auf bald 27 Lebensjahre zurück und auf ein nur kleines Erbe voraus.
Elizabeth nähert sich Mr. Wickham an, einem auf den ersten Blick sehr gewinnenden Offizier eines britischen Milizregiments. Elizabeth – von ihrem Vorurteil gegenüber Darcy beeinflusst – glaubt ihm die Lüge, dass Darcy für seine finanzielle Notlage verantwortlich sei. Dessen Aufmerksamkeit wendet sich inzwischen gleichwohl Elizabeth zu, ihrer Schönheit und Klugheit wegen – und auch wegen ihrer für ihn ungewohnten Keckheit ihm gegenüber als der besten Partie der Grafschaft.
Als Bingley überraschend beschließt, nach London zurückzuziehen, obgleich Elizabeths Schwester Jane Bingleys Liebe sehr züchtig erwidert, ahnt Elizabeth, dass dessen Schwester Caroline Bingley mit einer Intrige für die Trennung der beiden verantwortlich ist. Bei einem Besuch ihrer besten Freundin Charlotte erfährt sie, dass Darcy für die Trennung von Mr. Bingley und ihrer Schwester verantwortlich sei. Sie trifft auch Darcy dort, der sich mittlerweile in sie verliebt hat und ihr – sie fällt aus allen Wolken – einen Heiratsantrag macht: Trotz ihrer geringeren Herkunft, trotz seiner mit einer Heirat verbundenen gesellschaftlichen Erniedrigung, trotz ihrer von ihm als peinlich empfundenen Familie und gegen sein besseres Wissen habe er seine Liebe zu ihr nicht niederringen können.
Wieder in ihrem Stolz verletzt, weist sie ihn zornig zurück. Ihre heftigen Vorwürfe bringen Darcy dazu, sich selbst in einem neuen Licht zu sehen, sein Verhalten zu ändern und Elizabeth wichtige Umstände seines Lebens in einem langen Brief zu erklären. So erläutert er, dass Wickham und er sich geeinigt hätten, Wickhams Anspruch auf eine Pfarrstelle und auf ein lebenslanges Einkommen in die einmalige Zahlung eines hohen Betrages umzuwandeln und dass Wickhams finanzielle Misere durch seinen unsteten Lebenswandel und seinen Hang zum Glücksspiel entstanden sei. Zudem habe Wickham versucht, Georgiana, Darcys erst 15-jährige und ihm als Vormund anvertraute Schwester und reiche Erbin, zu einer Flucht und heimlichen Heirat zu überreden.

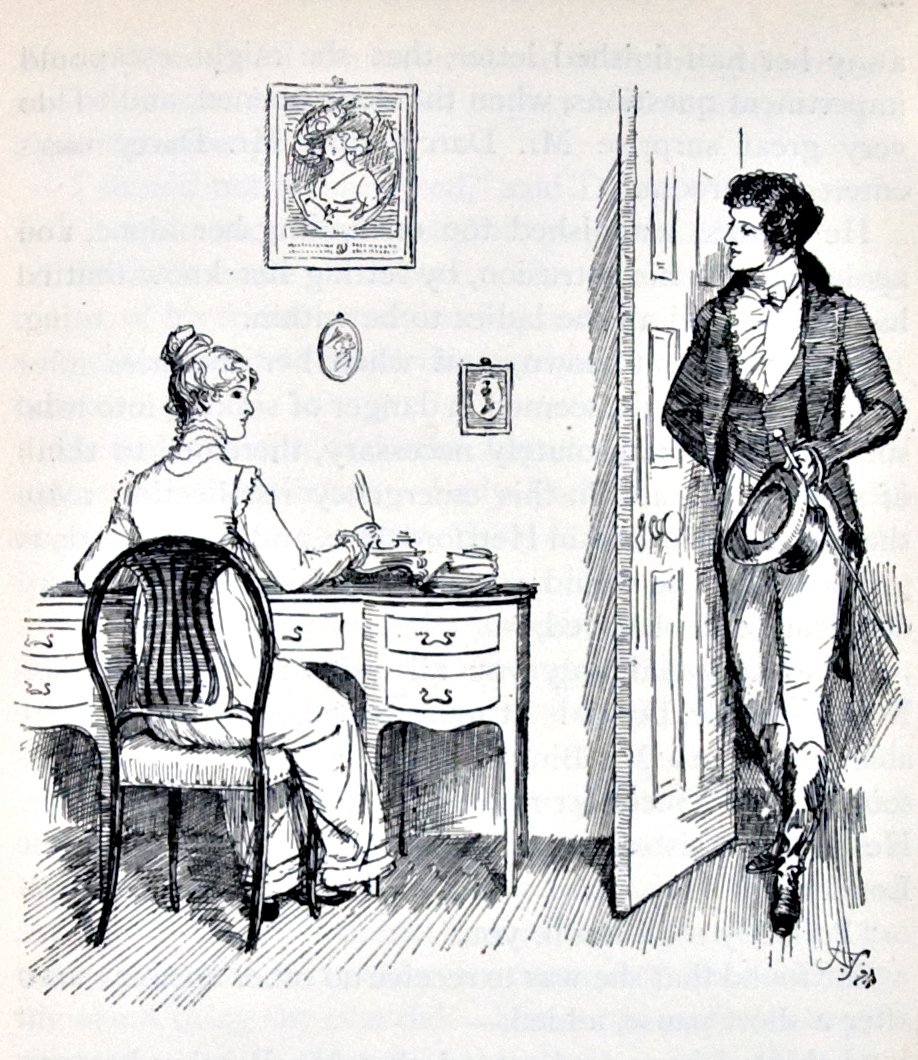
Darcy macht Elizabeth seinen Heiratsantrag (Illustration von Hugh Thomson, 1894)

Seine Schuld in der Jane-Bingley-Angelegenheit gesteht Darcy größtenteils ein, macht jedoch eine Einschränkung: Er sei sich aufgrund seiner Beobachtungen von Jane – auch Darcy übt sich in der Beobachtung als gesellschaftlicher Kunst – sicher gewesen, dass sie wenig für seinen Freund empfinde, und er habe Bingley nur vor einer unglücklichen Beziehung bewahren wollen. Elizabeth ist angesichts dieser Aufklärung beschämt und erkennt, wie sehr auch sie selbst in Stolz und Vorurteil befangen war: Bisher war sie davon überzeugt gewesen, besser als alle anderen aus einem Verhalten auf den zugrundeliegenden Charakter schließen zu können. Sie bereut die Ablehnung des Antrages jedoch nicht und möchte Darcy nicht wieder treffen.
Im folgenden Sommer reist Elizabeth mit ihrer Tante und ihrem Onkel in die Grafschaft Derbyshire, in der der Landsitz Pemberley liegt, Darcys Gut mit seinem stattlichen Herrensitz. Auf Wunsch der Tante besichtigen sie das Anwesen, dessen Größe und Gestaltung Elizabeth sehr beeindrucken und ihr – zusammen mit den Aussagen seiner Dienerschaft – weitere Hinweise auf Darcys wirkliche Vornehmheit geben. Die Besucher treffen unerwartet auf den Eigentümer, der sich Elizabeth und ihrer Verwandtschaft gegenüber wie ausgewechselt verhält: sehr höflich, sehr verbindlich und zum ersten Mal liebenswert. Als Elizabeth die Nachricht erhält, dass ihre jüngste Schwester Lydia zusammen mit dem Offizier Wickham durchgebrannt sei, reist Elizabeth fluchtartig mit ihrer Verwandtschaft ab, um ihrer Familie in dieser Krise beizustehen: Eine Liaison ohne Heirat würde den Ruf der ganzen Bennet-Familie zerstören und damit die Heiratschancen aller anderen Schwestern deutlich verringern.

Darcy, der sich vorwerfen muss, Wickhams wirklichen Charakter mit Rücksicht auf seine Schwester nicht schon früher enthüllt zu haben, engagiert sich nun zur Rettung des Rufs der Familie Bennet – vorrangig, um Elizabeth zu schützen, die er immer noch liebt. Es gelingt ihm, Lydia und Wickham in London ausfindig zu machen und Wickham durch die Zahlung eines wiederum größeren Geldbetrags an dessen Gläubiger zur Heirat mit Lydia zu bewegen. Als Elizabeth als einzige der Bennets neben Lydia von Darcys Einmischung erfährt, ist sie sich ihrer Zuneigung zu ihm gewiss – aber leider auch seiner wiedererwachten Ablehnung ihrer ja zum Teil moralisch ungefestigten Familie gegenüber. Tatsächlich aber trägt Darcy seine eigene moralische Schuld – wieder haben die beiden Hauptfiguren ähnliche Schwächen – im Hintergrund weiter ab und wirkt auf seinen Freund Bingley ein, sich wieder Elizabeths Schwester Jane zuzuwenden. Bingley erneuert seine Bewunderung für Jane und macht ihr bald darauf einen Heiratsantrag.

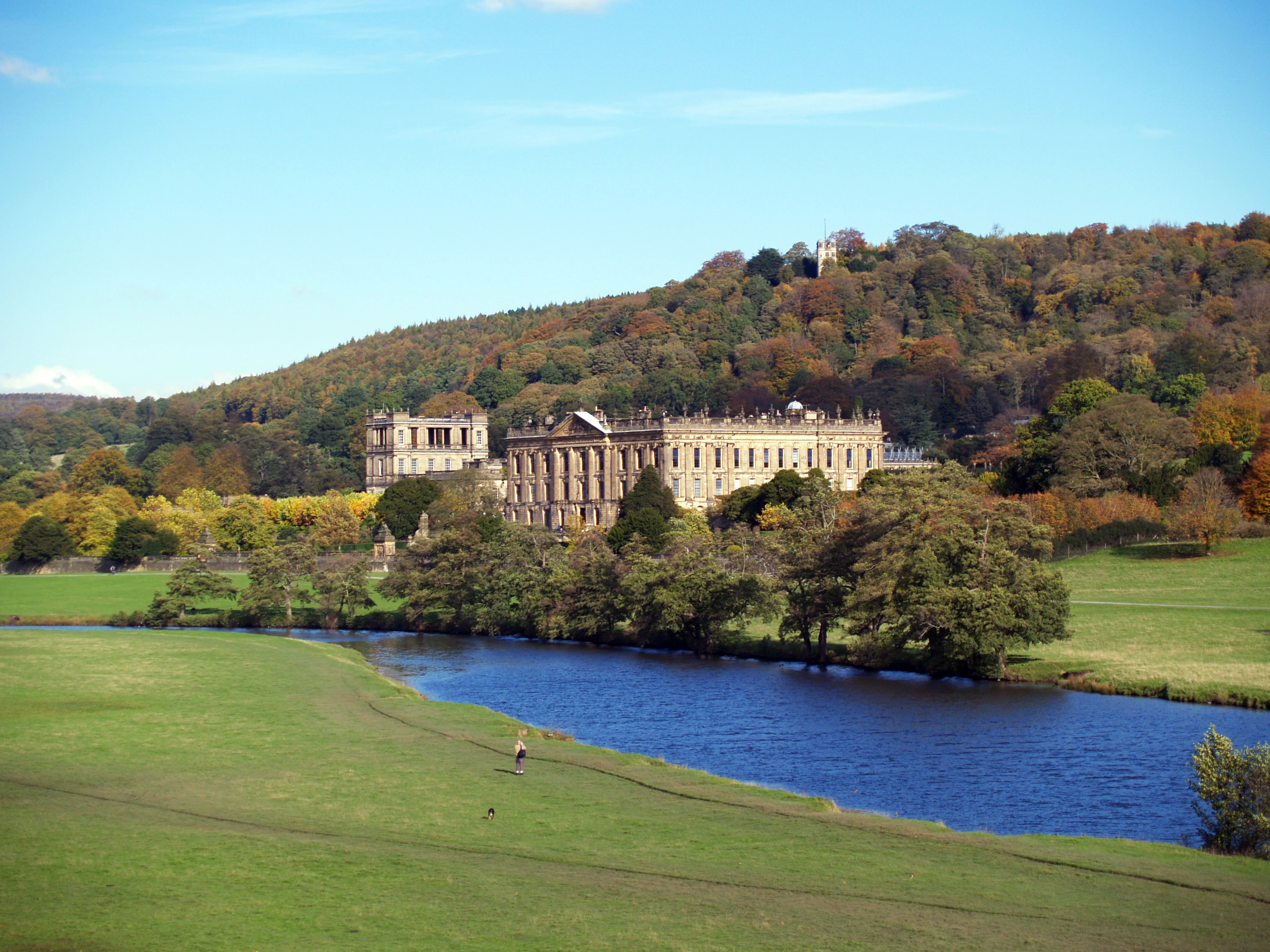
Chatsworth House in Derbyshire, mutmaßliches Vorbild für Pemberley

Während sich Darcy für kurze Zeit in London aufhält, erscheint seine Tante, die sehr standesbewusste und sehr überhebliche Lady Catherine de Bourgh, überraschend bei den Bennets: Zu ihr seien Gerüchte gedrungen, ihr Neffe wolle Elizabeth heiraten, was sie um der Heirat ihrer eigenen Tochter mit Darcy und der Verbindung ihrer Familien willen verhindern müsse. Stolz und voller Standesvorurteile versucht sie, Elizabeth das Versprechen abzuringen, einen möglichen Antrag Darcys auch in Zukunft abzulehnen. Elizabeth, die in diesem Dialog den Anspruch auf individuelles Glück so programmatisch wie nirgends sonst formuliert, lässt das traditionelle Lebenskonzept Lady de Bourghs selbstbewusst an sich abperlen. Lady Catherine gibt jedoch nicht auf, besucht ihren Neffen in London und berichtet ihm empört von Elizabeths frechem Widerstand. Darcy gewinnt daraus neue Hoffnung auf Elizabeths Zuneigung und besucht sie in Longbourn. Beide erklären sich nun in einer Art gegenseitigem, unförmlich-förmlichen Antrag endlich ihre Zuneigung. Die Schwestern Jane und Elizabeth heiraten bald darauf die Freunde Bingley und Darcy.

## Hauptfiguren

Beziehungen zwischen den Charakteren des Romans (Quelle: englische Wikipedia)

Vater BennetEr hat in der Grafschaft Hertfordshire (heute nördlich von Greater London) ein Fideikommiss in der Nähe des Dorfes Longbourn geerbt und gehört, trotz seiner bürgerlichen Verwandtschaft, damit zum niederen Adel (Gentry). In der Romanzeit ist er Rentier und Leser, ein wendiger Geist mit Humor, aber verschlossen und mit schrulligen Einfällen. Ihn kennzeichnet eine gewisse Untätigkeit bzw. Phlegma in Familienfragen. In der Erziehung seiner jüngeren Töchter zur Sittsamkeit ist er wenig engagiert und reagiert stoisch selbst darauf, dass Lydia durchgebrannt ist. Darcy hält ihn für wenig hilfreich in der Lösung der Lydia-Krise.
Mutter BennetSie ist die Tochter eines (bürgerlichen) Rechtsanwalts aus Meryton, einer Kleinstadt in Hertfordshire. Früher galt sie als hübsch, jetzt wird sie als dumm und penetrant geschwätzig gezeichnet. In der letzten Phase der sich anbahnenden Verbindung von Jane und Bingley arrangiert sie mit peinlichem Nachdruck, dass sich das Paar unter vier Augen aussprechen kann.
Jane BennetSie ist mit 22 Jahren die älteste der Bennet-Töchter. Sie ist eine gute Seele, die allen nur die besten Absichten unterstellt und ein bisschen naiv wirkt. Sie ist sehr zartfühlend und zeigt daher auch ihre Gefühlen für Bingley nur zurückhaltend. Für ihre Schwester Elizabeth ist sie die wichtigste Gesprächspartnerin.
Elizabeth „Lizzi“ BennetSie ist 20 (im Original: „I am not one and twenty“) und die eigentliche Hauptperson. Sie ist die Lieblingstochter ihres Vaters und wird als mit schönen, dunklen Augen, einer zierlichen, angenehmen Figur und mit natürlicher Ungezwungenheit ausgestattet beschrieben. Sie beobachtet schärfer und schneller als ihre Schwestern und sucht den Charakter ihrer Mitmenschen in deren Handeln, aus dem sie die im Hintergrund wirkenden Interessen erschließt – dafür braucht sie viel Zeit zum Nachdenken auf Spaziergängen oder allein in ihrem Zimmer.
Mary BennetSie ist sehr ernst, eifrig, strebsam, eine Büchernärrin und moralisierend, manchmal schwülstig redend, wenig ansehnlich und muss sich mit wenig väterlicher Zuneigung begnügen.
Catherine „Kitty“ BennetSie wird von Lydia beeinflusst und ist zunächst auch wenig vorausschauend, gewinnt aber unter dem Einfluss von Lizzi auf Pemberley an Reife.
Lydia BennetSie ist mit 15 Jahren die Jüngste. Infolge ihrer Veranlagung, aber auch fehlender Erziehung zeigt sie sich unbedacht, dickköpfig und vergnügungssüchtig. Sie ist an den Folgen für ihre Familie desinteressiert und die treibende Kraft ihrer Entführung durch Wickham.
Fitzwilliam DarcyEr ist ein 28-jähriger Junggeselle mit hübschen, „edlen Zügen“, einer „schöne(n) Gestalt“. Er wuchs auf Pemberley in Derbyshire auf, einer Grafschaft in den Midlands. Vor fünf Jahren erbte er einen nicht näher bezeichneten höheren Adelstitel und ein großes Vermögen mit einem Jahreseinkommen von 10.000 Pfund – was „innerhalb 5 Minuten“ allen Gästen des ersten Balls bekannt wird. Seinem Freund Bingley ist er geistig überlegen, aber sehr zurückhaltend, den Kontakt zur Merytoner Gesellschaft lehnt er ab und gilt deshalb als stolz und hochmütig. Sein eigentlicher Charakterfehler, meint Elizabeths Tante, sei sein Eigensinn, aber gerade der befähigt ihn dazu, später seine Einstellung zu ändern und den Ruf der Bennets in der Lydia-Krise zu retten. Nach der Zurückweisung seines ersten Heiratsantrags durch Elizabeth beginnt er sein Verhalten zu reflektieren: Sein Fehler vor der Lydia-Affäre sei seine übergroße Zurückhaltung gewesen, also genau das, was er zuvor Jane gegenüber Bingley vorgeworfen hatte.
Charles BingleyEr ist der 22-jährige Erbe eines Vermögens von 100.000 Pfund, das seine nordenglische, nichtadlige, aber dennoch „achtbare Familie“ allerdings im Handel, also mit der im Kreis der Gentry verachteten persönlichen Arbeit erworben hat. Bingley mietet das Gutshaus Netherfield in der Nachbarschaft von Longbourne und wird von Darcy wegen seines unbeschwerten, offenen, lenkbaren Wesens geschätzt.
George WickhamEr ist der Sohn des Gutsverwalters und Patensohn von Darcys Vater, der ihm ein Studium in Cambridge bezahlt hat. Von Darcys Vater wurde Wickham eine lukrative kirchliche Pfründe zugesagt, die er aber letztlich nicht antreten wollte; mit Darcy einigte er sich stattdessen auf eine Einmalzahlung von 3000 Pfund. Wickham plante die Ent- und Verführung der erst 15-jährigen Schwester Darcys, die Darcy aber verhindern konnte. Wickham hat eine Offiziersstelle in einem an der Kanalküste stationierten Milizregiment, wo er größere Spielschulden anhäuft. Nachdem Lydia mit ihm durchgebrannt ist, versteckt er sich mit ihr in einer Londoner Wohnung. Für die Heirat von Lydia Bennet, die wie auch ihre Familie sonst als entehrt gelten würde, erhält er von Darcy wieder einen größeren Betrag.
William CollinsEr ist der bisher persönlich unbekannte Cousin 2. Grades von Vater Bennet, den er vielleicht infolge der Rechtsform des Grundbesitzes der Bennets (Fideikommiss) beerben wird. Collins, als peinlich-clowneske Figur gezeichnet, steigert die dramatische Situation der Bennet-Töchter mit seinem unerwarteten Erscheinen und Verhalten. Beruflich ist er ein von seiner Gönnerin abhängiger, unterwürfiger Pfarrer in einer kleinen Landkirche auf dem Herrensitz von Darcys Tante, Lady Catherine de Bourgh.
Charlotte LucasSie ist Elizabeths 27-jährige kluge, noch unverheiratete Freundin aus der Nachbarschaft, die von Collins einen Antrag erhält, nachdem die älteren Bennet-Schwestern ihm ihre Abneigung deutlich gezeigt haben. Charlotte akzeptiert Collins Antrag aus Gründen ihrer finanziellen Sicherheit – das ist zwar ein Gegenkonzept zu Elizabeths Lebensentwurf, aber Elizabeth versteht, dass Charlotte nicht mehr viele Optionen hat.

## Konservatismus und Modernität
Der langanhaltende Erfolg von Stolz und Vorurteil scheint auch darin begründet zu sein, dass die Erzählung eine Kombination aus traditioneller Romanze mit einer unkonventionellen Heldin anbietet und sich die Figur der Elizabeth Bennet mit der heutigen Identität einer aktiven, eine eigene Meinung nicht scheuenden und unabhängigen Weiblichkeit verbinden lässt.
Thematisch traditionell ist eine Reihe von Rahmenelementen der Erzählung, z. B. die rechtliche Unselbständigkeit von Frauen und die Ehe als Lebensziel der Protagonistinnen. Außerdem ist das soziale Milieu der landed gentry inzwischen untergegangen und mit ihm der meist anrüchige Beiklang jeglicher Form von „produktiver Arbeit“. Weniger entscheidend ist heute die Einhaltung gesellschaftlicher Formen, die auch Elizabeth nie wirklich missachtet und die durch das letztlich erfolgreiche Familienbündnis von Bürgertum, Gentry und Hochadel sogar stabilisiert werden. Es sind vor allem diese Züge, mit denen die moderne Literaturkritik im Allgemeinen und feministische Ansätze im Besonderen den Konservatismus Jane Austens begründen.

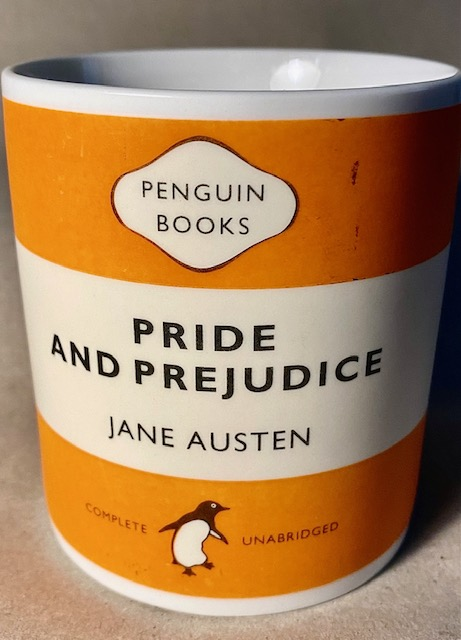
Becher als Fanartikel des Verlags Penguin Books für Stolz und Vorurteil

Aber die Erfüllung einer Reihe moderner Lesererwartungen kann erklären, warum der Roman trotz seines hohen Alters von 200 Jahren eine so umfangreiche Leserschaft findet:
- Die Thematik einer Liebesgeschichte mit Krisen und Happy End in einer überschaubaren und kontrastreichen Figurenkonstellation und glaubwürdig auseinander entwickelten Handlungsfäden, die heutigen narrativen Erwartungen entspricht, wodurch wiederholt Verfilmungen und aktuelle literarische Bezugnahmen angeregt wurden.[27]
- Eine Erzählweise, deren Tempo sich schon in dem berühmten ersten Satz ankündigt, der mitten ins Thema springt: In der ganzen Welt gilt es als ausgemachte Wahrheit, dass ein begüterter Junggeselle unbedingt nach einer Frau Ausschau halten muss … Aber damit wird schon der ironische Ton gesetzt, da es eine nicht weniger ausgemachte Wahrheit ist, dass Familie Bennet dringend Ehemänner für ihre Töchter finden muss.[28]
- Eine überraschende Charakterentwicklung der Hauptfiguren: E. M. Forster hebt 1927 in seiner Romanästhetik Ansichten des Romans bei Jane Austen die Fähigkeit hervor, neben den für einen Autor und Leser praktischen „flachen Charakteren“, die im Wesentlichen durch nur einen Charakterzug, eine Funktion, ein Schema zu erfassen seien, auch „runde Charaktere“ zu erfinden, deren Motive sich unter dem Einfluss der Ereignisse verändern oder sich sogar in ihr Gegenteil verkehren. Diese „runden Charaktere“ mit ihren Brüchen und Entwicklungen seien notwendig, um Leser zu überraschen und dadurch zu fesseln. Mit der moralischen Entblätterung George Wickhams, der Aufwertung Fitzwilliam Darcys und der Selbstkorrektur Elizabeth Bennets gelang Austen dies offenbar auf eine besondere Weise.[29]
- Eine Betonung der Vernunft, die für eine Liebesgeschichte eher ungewöhnlich ist: Alle Protagonistinnen müssen in den so wichtigen Höflichkeitsformen der Etikette die verborgene Überheblichkeit und Verachtung, den Neid und die Eifersucht ihrer Gegenspieler entschlüsseln.[30] Die Bennet-Schwestern und ihre Freundin Charlotte befinden sich daher bei ihrer Partnerwahl in der existenziellen Situation ihres jungen Lebens, in der Weisheit der Entscheidungen nötig, aber oft noch nicht zu finden ist. Jane Austen schrieb daher mit Stolz und Vorurteil auch ein Drama über die Schwierigkeiten der Interpretation unserer nur mühsam entzifferbaren Welt – es gibt vielleicht keinen zweiten Roman, in dem sich die weibliche Hauptfigur so oft zum Nachdenken zurückzieht.[31]

## Entstehung und Veröffentlichung
Eine erste Version des Romans entwarf Jane Austen bereits im Alter von 21 Jahren unter dem Titel First Impressions (Erste Eindrücke). Dieses Manuskript wurde 1797 von Austens Vater einem Verleger angeboten, der es jedoch ablehnte. 1809/10 und 1812 nahm Austen die Arbeit an dem Roman wieder auf und bot ihn mit Unterstützung ihres Bruders Henry erneut einem Verleger an, der zuvor auch ihr Verstand und Gefühl (Sense and Sensibility) veröffentlicht hatte. Pride and Prejudice erschien am 28. Januar 1813 auf ihren Wunsch hin anonym („by the author of Sense and Sensibility“) in drei Bänden mit einer Auflage von 1.500 Exemplaren. Das Buch war innerhalb eines halben Jahres ausverkauft, und noch im selben Jahr wurde eine zweite Auflage herausgebracht.

## Übersetzungen
Bereits 1821 erschien in Paris anonym eine vollständige Übersetzung ins Französische, der bis 2011 eine Reihe von Neuübersetzungen folgten. 1924 kam die erste spanische Übersetzung heraus und erst 1932 verlegte Mondadori eine Übersetzung ins Italienische.
Die erste deutsche Übersetzung von Louise Marezoll erschien 1830 als Stolz und Vorurtheil im Verlag C.H.F. Hartmann in Leipzig. 1939 kam unter dem Titel Elisabeth und Darcy im Verlag Frundsberg in Berlin die Übersetzung von Karin von Schwab heraus. Diese Übersetzung ist fehlerhaft, einige Passagen fehlen vollständig. 2001 wurde sie vom Aufbau-Verlag in der Überarbeitung von Isabelle Fuchs neu aufgelegt. 1948 gab es zwei neue deutsche Fassungen: Stolz und Vorurteil übersetzt von Ilse Krämer im Manesse-Verlag in Zürich und unter dem gleichen Titel die Übersetzung von Margarethe Rauchenberger im Verlag Schaffrath in Köln, die 1985 vom Insel-Verlag übernommen wurde.
1951 erschien eine Übersetzung von Helmut Holscher im Hera-Verlag in Wilhelmshaven. 1965 übersetzte Werner Beyer Stolz und Vorurteil, erschienen im Paul List Verlag. 1977 kam die Übertragung von Ursula und Christian Grawe, die das Gesamtwerk Austens einschließlich ihrer Briefe übersetzt haben, im Reclam-Verlag heraus.
Weitere Neuübersetzungen erschienen 1997 von Helga Schulz bei dtv sowie 2003 von Andrea Ott beim Manesse Verlag. Die jüngste Übersetzung erschien 2014 bei S. Fischer und wurde von Manfred Allié und Gabriele Kempf-Allié besorgt. Einige dieser Übersetzungen wurden mehrfach, auch als Lizenzausgaben, aufgelegt.

## Ausgaben
Originalausgaben
- Pride and Prejudice. A Novel in 3 Volumes. By the Author of „Sense and Sensibility“. Egerton, London 1813. [Erstausgabe]
- Jane Austen: Pride and Prejudice (= Oxford World’s Classics). Oxford University Press, 2008, ISBN 978-0-19-953556-9.
- Jane Austen: Pride and Prejudice. An annotated ed. Ed. by Patricia Meyer Spacks. Harvard Univ. Press, Cambridge, Mass. 2010, ISBN 978-0-674-04916-1.

Deutsche Übersetzungen
- Stolz und Vorurtheil. Ein Roman. Frei nach dem Englischen von Louise Marezoll. C. H. F. Hartmann, Leipzig 1830.
- Jane Austen: Elisabeth und Darcy. Übersetzt von Karin von Schwab. Frundsberg Verlag, Berlin 1939.
- Neuausgabe Stolz und Vorurteil. Überarbeitung von Isabelle Fuchs. Aufbau-Verlag, Berlin 2001.
- Unveränd. Nachdruck der Bearbeitung durch Isabelle Fuchs. Anaconda, Köln 2007, ISBN 978-3-86647-178-8, zweisprachige Ausgabe Anaconda, Köln 2011, ISBN 978-3-86647-540-3.
- Jane Austen: Stolz und Vorurteil. Übersetzt von Ilse Krämer. Nachwort von Mary Hottinger. Manesse, Zürich 1948.
- Jane Austen: Stolz und Vorurteil. Übersetzt von Margarete Rauchenberger, Vorwort von Elizabeth Bowen. Schaffrath, Köln 1948. Überarb. von Elfriede Beyvers-Kern. Insel, Frankfurt am Main 1985. Mit Ill. Aufl. von Hugh Thomson und mit einem Essay von Norbert Kohl. Insel, Frankfurt am Main 1997. (Insel-Taschenbuch. 787.) ISBN 978-3-458-36200-5.

- Jane Austen: Stolz und Vorurteil. Ins Dt. übertr. und bearb. von Helmut Holscher. Volksausgabe Auflage. Hera Verlag, Wilhelmshaven 1951.
- Jane Austen: Stolz und Vorurteil. Übersetzt von Werner Beyer. List, Leipzig 1965. Mit einem Nachwort von Erich Findeisen. Kiepenheuer, Leipzig 1990. (Auch als Fischer-Taschenbuch. Fischer-Tb.-Verlag, Frankfurt am Main 2008, ISBN 978-3-596-90004-6)
- Jane Austen: Stolz und Vorurteil. Übersetzt von Ursula Grawe und Christian Grawe. Nachwort und Anmerkungen von Christian Grawe. Reclam, Stuttgart 1977.
- Jane Austen: Stolz und Vorurteil. Übersetzt von Helga Schulz. Artemis u. Winkler, Zürich 2002. Nachdruck: dtv, München, 2006, ISBN 3-423-19103-1.
- Jane Austen: Stolz und Vorurteil. Übersetzt von Andrea Ott. Nachwort von Elfi Bettinger. Manesse, Zürich 2003, ISBN 3-7175-2011-3.[34]
- Jane Austen: Stolz und Vorurteil. Übersetzt von Manfred Allié und Gabriele Kempf-Allié. Nachwort von Felicitas von Lovenberg. Fischer, Frankfurt am Main 2014, ISBN 978-3-596-95014-0.
- Stolz und Vorurteil - Die Graphic Novel nach Jane Austen: Übersetzt von Claudia Kühn und illustriert von Tara Spruit. Loewe Verlag, Bindlach, 2024, ISBN 978-3-7432-1613-6[35]

Hörbücher
- Jane Austen: Pride And Prejudice. Read by Emma Messenger. Ungekürztes Hörbuch, englisch. Trout Lake Media 2013.
- Jane Austen: Pride and Prejudice. Read by Emilia Fox. Ungekürzt. 11 CDs, Naxos Complete Classics. ISBN 978-962-634-356-2.
- Jane Austen: Stolz und Vorurteil. Übers. Ursula u. Christian Grawe, ungekürzte Ausgabe, gelesen von Eva Mattes. Hörbuch auf 10 CDs. Argon Verlag, 2005, ISBN 3-87024-018-0.

## „Fortsetzungen“
Jane Austen beendet ihren Roman mit einem Kapitel, das sehr vage die weiteren Lebenswege ihrer Hauptfiguren über mehr als ein Jahr skizziert. Dies hat mehrere Schriftsteller zu „Fortsetzungen“ inspiriert:
- Elizabeth Aston: Mr. Darcy’s Daughters. Touchstone, London 2003, ISBN 0-7432-4397-8. (erster Band einer Reihe von Pride and Prejudice-Fortsetzungen von E. Aston).
- P. D. James: Der Tod kommt nach Pemberley. (OT Death Comes to Pemberley, Faber & Faber, London 2011). Aus dem Engl. von Michaela Grabinger, Droemer, München 2013, ISBN 978-3-426-19962-6 (Fortsetzung, in der George Wickham in einen Mordfall verwickelt wird).
- Jo Baker: Im Hause Longbourn. (OT Longbourn, Alfred A. Knopf, New York 2013). Übersetzt von Anne Rademacher. Albrecht Knaus Verlag, München 2014, ISBN 978-3-641-14309-1 (erzählt die Geschichte von Stolz und Vorurteil aus Sicht der Dienstboten).
- Großen Erfolg in den USA und Großbritannien hat eine Parodie des Romans, die der Autor Seth Grahame-Smith 2009 unter dem Titel Pride and Prejudice and Zombies veröffentlichte. Das Mashup behält Austens Roman weitgehend bei, reichert ihn aber mit Elementen moderner Zombieromane an und macht aus den Bennet-Schwestern fünf kampfstarke Schwertkämpferinnen. Das Buch erreichte Platz drei der Bestsellerliste der New York Times und wurde auch in England positiv besprochen.[36] 2016 wurde die gleichnamige Verfilmung veröffentlicht.
- 2009: Jane Austen: Pride and Prejudice. Graphic Novel von Nancy Butler (Text), Hugo Petrus, Alejandro Torres (Zeichnung), Marvel Comics, New York 2009, ISBN 978-0-7851-3915-7.
- Abigail Reynolds hat eine Reihe serieller Liebesromane (Regency Romance) geschrieben, in denen Figuren aus Stolz und Vorurteil wieder in Erscheinung treten.

## Verfilmungen
Der Stoff wurde bislang nur zwei Mal werkgetreu ins Kino gebracht, während es eine Vielzahl TV-Adaptionen gibt, die schon 1938 einsetzen, als das Fernsehen noch im experimentellen Anfang war.
- 1938: Pride and Prejudice – Großbritannien – Fernsehfilm
- 1940: Stolz und Vorurteil (Pride and Prejudice) – USA – Kinofilm mit Greer Garson und Laurence Olivier
- 1952: Pride and Prejudice – Großbritannien – sechsteilige Fernsehverfilmung der BBC
- 1958: Pride and Prejudice – Großbritannien – sechsteilige Fernsehverfilmung der BBC
- 1967: Pride and Prejudice – Großbritannien – sechsteilige Fernsehverfilmung der BBC
- 1980: Stolz und Vorurteil (Pride and Prejudice) – Großbritannien – fünfteilige Fernsehverfilmung der BBC
- 1995: Stolz und Vorurteil (Pride and Prejudice) – Großbritannien – sechsteilige Fernsehverfilmung der BBC mit Jennifer Ehle und Colin Firth
- 2005: Stolz und Vorurteil (Pride and Prejudice) – Frankreich/Großbritannien – Kinofilm mit Keira Knightley und Matthew Macfadyen

## Adaptionen
- Bridget Jones – Schokolade zum Frühstück (Bridget Jones’s Diary) von 2001 enthält mehrere Anlehnungen an Pride and Prejudice. Unter anderem hat der männliche Hauptdarsteller Colin Firth in der BBC-Verfilmung Pride and Prejudice aus dem Jahr 1995 die vergleichbare Rolle des Mr. Darcy gespielt. Helen Fielding, die Autorin der Filmvorlage zu Bridget Jones, gab an, ihre Figur des Mark Darcy sei von der Darstellung durch Firth in dem BBC-Film inspiriert worden. Später erklärte sich Firth bereit, die Rolle des Darcy in der Verfilmung von Bridget Jones zu übernehmen.
- 2003: Pride and Prejudice – USA – Spielfilm mit Kam Heskin und Orlando Seale
- Der Film Liebe lieber indisch (Bride & Prejudice) von 2004 der Regisseurin Gurinder Chadha mit Aishwarya Rai und Martin Henderson versetzt die Handlung ins heutige Indien (Wickham ist aus London, Darcy aus den USA) und verwendet teilweise übersetzte Namen (Bakshi statt Bennet etc.). Der Film beinhaltet die typischen Bollywood-Tanz- und Gesangsszenen.
- In der Miniserie Lost in Austen von 2008 tauscht die junge und moderne Amanda Price, gespielt von Jemima Rooper, ungewollt die Rollen mit Elizabeth Bennet, landet so im 19. Jahrhundert und verändert das Buch, in der Absicht, es normal verlaufen zu lassen, vollkommen.
- 2016: Stolz und Vorurteil und Zombies (Pride and Prejudice and Zombies) – USA/Großbritannien – Spielfilm mit Lily James und Sam Riley

## Sekundärliteratur und Rezensionen
- Hanne Birk, Marion Gymnich (Hrsg.): Pride and Prejudice 2.0. Interpretations, Adaptations and Transformations of Jane Austen’s Classic. Bonn Univ. Press, Bonn 2015, ISBN 978-3-8471-0452-0.
- Reuben Arthur Brower: „Leicht und hell und sprühend“. Ironie und Fiktion in Jane Austens „Pride and Prejudice“. In: Willi Erzgräber (Hrsg.): Interpretationen. Band 8: Englische Literatur von William Blake bis Thomas Hardy. S. Fischer Verlag, Frankfurt am Main 1970, S. 167–185.
- Der erste Eindruck täuscht - oder nicht? In: NZZ. 3. Januar 2004, zuletzt abgerufen am 10. Januar 2021 (nzz.ch)
- Helmut Findeisen: Nachwort. In: Jane Austen: Stolz und Vorurteil. Roman. Aus dem Englischen übersetzt von Werner Beyer. S. Fischer Frankfurt am Main 1980, ISBN 3-596-22205-2, S. 346 ff.
- Vivien Jones: Introduction. In: Jane Austen: Pride and Prejudice. Penguin Classics, London 1996, S. VII–XXVI.
- Manda Klarić: It is a truth universally acknowledged, that a single man in possession of a good fortune must be in want of a wife: Drei deutsche Übersetzungen von Jane Austens Roman „Pride and Prejudice“ im Vergleich. Diplomarbeit. Universität Graz, 2015 permalink.obvsg.at uni-graz.at (PDF; 1,2 MB)
- Susanne Ostwald: Wiedersehen mit Elizabeth. In: NZZ. 10. Dezember 2014, zuletzt abgerufen am 10. Januar 2021 (nzz.ch)
- George Sampson: The Concise Cambridge History of English Literature. Third Edition Reprinted. Cambridge University Press, 1975.
- Michael Stapleton: The Cambridge Guide to English Literature. Cambridge University Press, 1983.
- Ewald Standop, Edgar Mertner: Englische Literaturgeschichte. Heidelberg 1976, ISBN 3-494-00373-4.